# Roes Welcome Sound
Roes Welcome Sound ist eine Meerenge des Arktischen Ozeans in der Kivalliq-Region von Nunavut in Kanada.
Sie trennt die Insel Southampton Island, welche zum kanadisch-arktischen Archipel gehört, vom westlich gelegenen Festland. Die Breite der Meeresstraße variiert zwischen 24 und 113 km. Die Länge des Roes Welcome Sound beträgt 290 km.
Der Roes Welcome Sound öffnet sich nach Süden zur Hudson Bay. Am Westufer des Kanals liegt die Wager Bay. Im Norden schließen sich die Frozen Strait und die Repulse Bay an.
Die Meeresstraße wurde nach Sir Thomas Roe benannt, einem Freund des Polarforschers Luke Fox und Geldgeber dessen Arktisreise im Jahre 1631.
Durch den Roes Welcome Sound führt eine Wanderstrecke der Grönlandwale.